# 乙支フリーダムガーディアン
乙支フリーダムガーディアン（ウルチフリーダムガーディアン、朝鮮語: 을지 프리덤 가디언、英語: Ulchi-Freedom Guardian, UFG）とは、朝鮮半島有事に備えるために行われる韓国軍とアメリカ軍の年次合同軍事演習。
以前は乙支フォーカスレンズ（을지 포커스 렌즈、Ulchi-Focus Lens）と呼ばれていたが、当時2012年に予定されていた戦時作戦統制権の韓国軍転換に備えるために2007年に改称がアナウンスされた。韓国軍が主導しそれをアメリカ軍が支援する形で行われる。内容はコンピュータ支援による防衛演習で、備えを強化し、地域を保護し、朝鮮半島の安定性を維持するようデザインされている。乙支とは高句麗の将軍、乙支文徳にちなむ。
なお2018年は6月に史上初の米朝首脳会談が開催されるなど朝鮮半島情勢の緊張が緩和されたこともあり、同年8月に予定されていた演習は中止された。しかしこのことでアメリカ陸軍内からは、在韓米軍や米韓連合軍の即応能力が低下したとも指摘された。